# Dendrobium rarum
Dendrobium rarum är en orkidéart som beskrevs av Rudolf Schlechter. Dendrobium rarum ingår i släktet Dendrobium, och familjen orkidéer.

## Underarter
Arten delas in i följande underarter:
- D. r. miscegeneum
- D. r. pelorium